# Erik Grill
Erik Robert Zakarias Grill, född den 11 mars 1912 i Kungsbacka, död den 7 juli 2007 i  Onsala, Halland, skr. i  Västerleds församling, Stockholm (gravsatt på Gamla kyrkogården i Kungsbacka) var en svensk historiker.
Grill avlade filosofisk ämbetsexamen vid Göteborgs högskola 1938 och filosofie licentiatexamen där 1945. Han disputerade för  till filosofie doktorsgraden i historia 1950. med avhandlingen Jacob De la Gardie, affärsmannen och politikern 1608–1636. Han gav därefter bl.a. ut en stadshistorik över Kungsbacka före branden 1846 (1966). Grill blev amanuens vid Riksarkivet 1946 och arkivarie där 1953. Han var förste arkivarie 1958–1962 och därefter huvudredaktör och chef för Svenskt biografiskt lexikon 1962–1978. Han invaldes som ledamot av Kungl. Samfundet för utgivande av handskrifter rörande Skandinaviens historia 1958.